# 에듀퓨어
에듀퓨어(EDUPURE)는 온라인 평생교육기관으로 2009년 노동부 환급기관 및 평생교육시설로 인가 받은 교육종합 전문사이트이다.

## 연혁
- 2009년: 노동부 환급기관 및 평생교육시설로 인가
- 2019년: 고용노동부 우수 훈련기관 선정(3년 인증)
- 2023년: 고용노동부 우수 훈련기관 선정(5년 인증)